# بيت الشلال

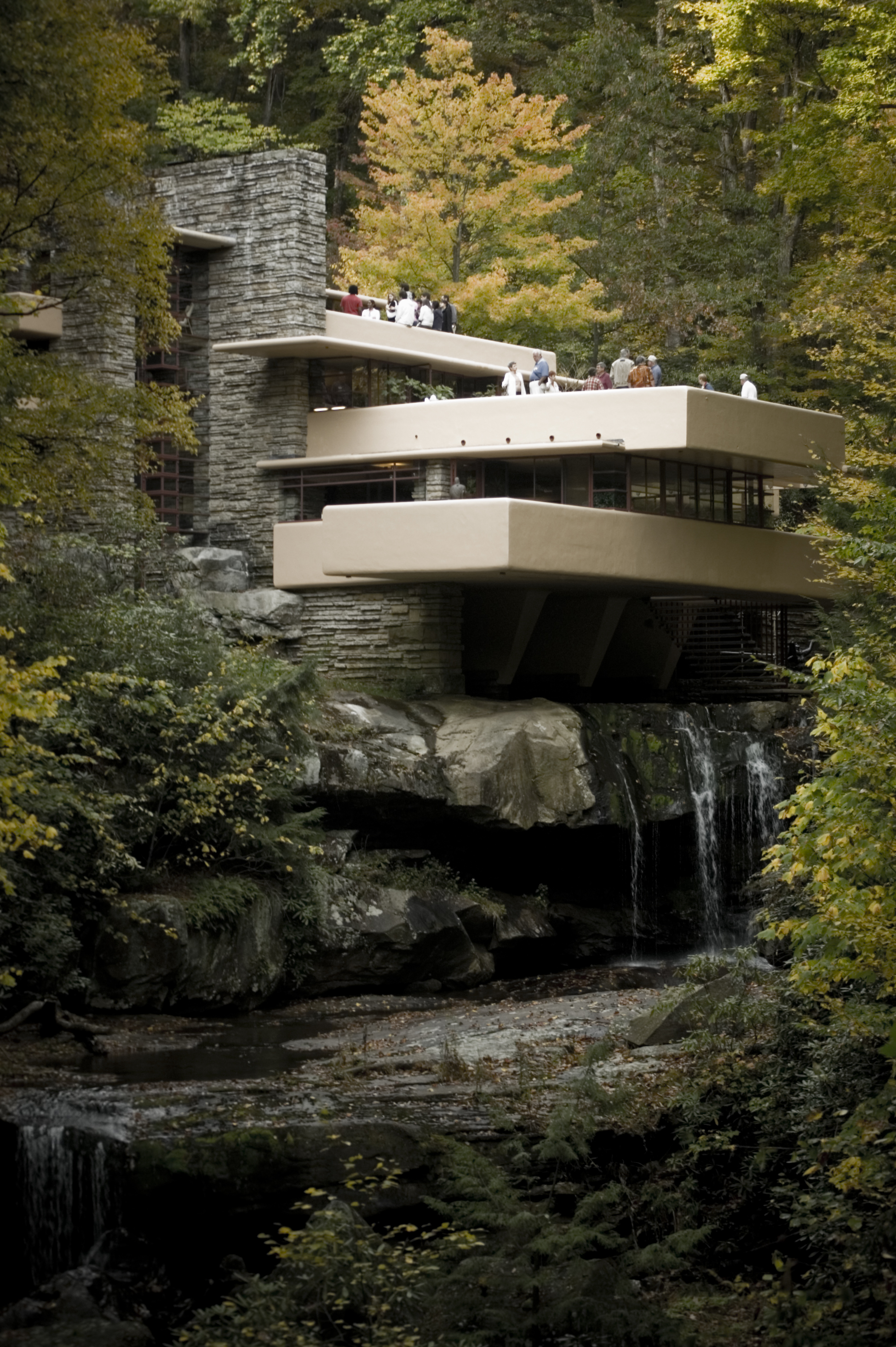
المنظر الشهير لفيلا فولينوتر

منزل أدجار كوفمان المسمى بيت الشلال أو فيلا فولينوتر (Falling water) في بيرون ببنسلفانيا تصميم المهندس فرانك لويد رايت، استخدم فيه التضاد في الملمس حيث أن جدرانه من حجر الكلس الغير مهذب وضعت بالتضاد مع كتل صقيلة من الاسمنت الأبيض والحديد والزجاج اللامع.أقيم المنزل وسط غابة أشجار عالية يخترقها جدول ماء شديد الانحدار مكونا شلالا وسط الصخور الضخمة وببناءه هذا ربط الخطوط الأفقية للخرسانة بالخطوط الرأسية للحوائط والفتحات الزجاجية وسيقان الأشجار في الغابة.
هو بيت خاص بنته عائلة كوفمان نفذ عام 1936- 1937 وأضاف إليه جناح الضيافة عام 1939 , حيث استخدم في البداية كمصيف ولقضاء إجازة نهاية الأسبوع حتى عام 1963 حتى تم نقل ملكيته وملكية 500 فدان محيطة به ونصف مليون دولار من مالك البيت إلى الهيئة الحكومية الأمريكية لصيانة شواطئ الأنهار، حيث قام نجل كوفمان، إدغار كوفمان جونيور، بتسليم المنزل في عام 1963 إلى محمية ولاية بنسلفانيا الغربية (WPC)، والتي حولته إلى متحف، تقوم WPC بتشغيل Fallingwater كمنطقة جذب سياحي وتحتفظ بمساحة 5000 فدان 2000 هكتار المحيطة بالمنزل، وتلقت Fallingwater تعليقات معمارية واسعة النطاق على مر السنين، وكانت موضوعًا للعديد من الأعمال الإعلامية، تم تصنيف Fallingwater كمعلم تاريخي وطني، وهو واحد من ثمانية مباني في الهندسة المعمارية لفرانك لويد رايت في القرن العشرين، وأحد مواقع التراث العالمي. تم تجديد المنزل في أواخر التسعينيات وأوائل القرن الحادي والعشرين، ومنذ تلك الفترة أصبحت فيلا الشلالات مقصداً للعديد من زوار تلك المنطقة من بنسلفانيا ليقصدوا هذه الأعجوبة والمعجزة المعمارية الرائعة.

## الموقع
عندما رأى رايت هذا الموقع لفت نظره بشكل كبير قوة صوت الشلالات المنحدرة وحيوية هذه الغابة الكثيفة بمنطقة بيرن، بنسلفانيا، نيويورك، بالولايات المتحدة الأمريكية. والصخور الملساء المستوية المثيرة فراى أن هذه العناصر ستنسج مع فراغات المنزل المحلقة بصفاء وروعة، حيث أن هذا الموقع ينخفض في وادي عميق ضيق أكثر مما كان متوقع (حيث لا يمكن الاشراف بسهولة على هذه المنطقة من هذا المنزل إلا من أعلى نقطة فيه) محتفظاً بذلك بفكرته التي تهدف إلى انسجام المبنى بالطبيعة.

## تطوير فكرة الحيز المنساب
والتي وصلت في هذا المبنى إلى قمتها.. فقد أصبحت فراغات المعيشة والطعام فراغ واحد كبير منساب ومتصل بالفراغ الخارجي من نقاط وتداخلات عديدة يصعب فيها تحديد حدود الفراغ الداخلي من الفراغ الخارجي.. كما اندمجت جميع فراغات المسكن مع الفراغ الخارجي.

## تطوير فكرة السقف الجمالوني
حيث أصبح السقف أفقياً في كل عناصر المسكن.

### نضج فكرة تحطيم الصندوق
فالمسكن صورة حية لما كان يعنيه «رايت» بفكرة تحطيم المبنى الصندوقي القديم المتوارثة عن العمارة الكلاسيكية، حيث كان يهاجم هذه الصناديق بقوله:«لا يجب أن تكون مساكن الإنسان كالصناديق المتوهجة في الشمس»، يقول: «إن تحطيم رايت لفكرة المبنى الصندوقي أدى إلى فهم الأساس الوظيفي في فصل الإنشاء التقني عن باقي العناصر المحددة للفراغ. يوجد اختلاف ما بين الصندوق القديم وصندوق رايت، فقديماً كانت المباني تتشكل لتحتوي على أجزاء ساكنة وغرف منفصلة.بينما الصندوق الجديد يحتوي على مسقط حر». وجهوده في هذا المجال كثيرة وشملت كل جوانب الفراغ.
أولاً: الفراغ المعماري: تميز الصندوق القديم بوجود حوائط تحدد الفراغ الداخلي وتقسمه إلى فراغات أصغر. أما الصندوق الجديد (بعد التحطيم) فهو فراغ واحد يقسم إلى حيزات بواسطة قواطع أو ستائر. فقد كان رايت يرفض أن تكون مساكن الإنسان كالسجون. كما أنه مع الحيز الواحد يمكن تقسيمه وتغيير الفراغات حسب الحاجة.
ثانياً: الحدود الخارجية (الحوائط): كان رايت يرى أن حدود المبنى لا يجب أن تقف عند أقل الدعامات تكلفة.بل هي أقصى ما يمكن الوصول إليه من بروزات في المبنى. وعند عمل الكوابيل ستختفي الأركان وعند عمل هذه الأركان نوافذ فستختفي تماماً. وفي أعمال رايت يصعب معرفة حدود المبني من الفراغ الخارحي المحيط به. كما تلاشت الحوائط المصمتة في الصندوق الجديد.
ثالثاً: الفتحات: في الصندوق القديم كانت الفتحات وفقاً لحاجة الفراغات الداخلية وكانت ضيقة أما فتحات الصندوق الجديد شديدة الانتظام تبعث على الملل أو مبعثرة لا يحكمها وحدة واحدة.فقد بدت مترابطة مع بعضها تقدم وظائف كثيرة منها المطل وكنقاط التقاء للحيز الداخلي مع الفراغ الخارجي.
رابعاً: السقف: السقف في الصندوق القديم هو الذي كان يحدد الفراغ من أعلى بشكل صارم ولا يمكن الرؤية من خلاله. كان رايت يقول: «هل يستطيع أحد أن ينظر لأعلى خلال الصندوق القديم» لأن السقف كان يرتبط مع الحائط بكرانيش والسقف مصمت.أما السقف في الصندوق الجديد فهو شفاف وتقابله مع الحوائط عبارة عن فتحات يندمج خلالها الداخل مع الخارج.